# Daniel O’Rourkes Irrfahrten
Daniel O’Rourkes Irrfahrten ist ein Märchen. Es ist in den Irischen Elfenmärchen der Brüder Grimm an Stelle 20 enthalten, die sie 1825 aus Fairy legends and traditions of the South of Ireland von Thomas Crofton Croker übersetzten.

## Inhalt
Daniel O’Rourke aus dem Tal von Hungry Hill bei Bantry erzählt, wie er auf dem Weg von einer Feier seines Herrn ins Wasser fiel. Er schwamm auf eine Sumpfinsel. Ein Adler rettete ihn von einem sinkenden Stein, doch trug ihn statt nach Hause auf den Mond, aus Rache für ein ausgeraubtes Nest. Der Mann im Mond haut ihm nach kurzem Streit die Sichel ab, an der er sich festhält. Von einem Gänserich lässt er sich über einem Schiff absetzen, das er aber verfehlt. Ein Walfisch beplätschert ihn mit Wasser. Es ist eine Frau mit Wassereimer. Er war betrunken unter den Mauern von Carrigaphuka eingeschlafen.

## Anmerkung
Nach Grimm: Das Märchen ist in Irland verbreitet. Die Burg von Carrigaphuka, auch Phuka-Felsen, liegt westlich von Macrum. Der Mann im Mond kommt in Zeugnissen verschiedener Völker vor.